# Katusha-Alpecin

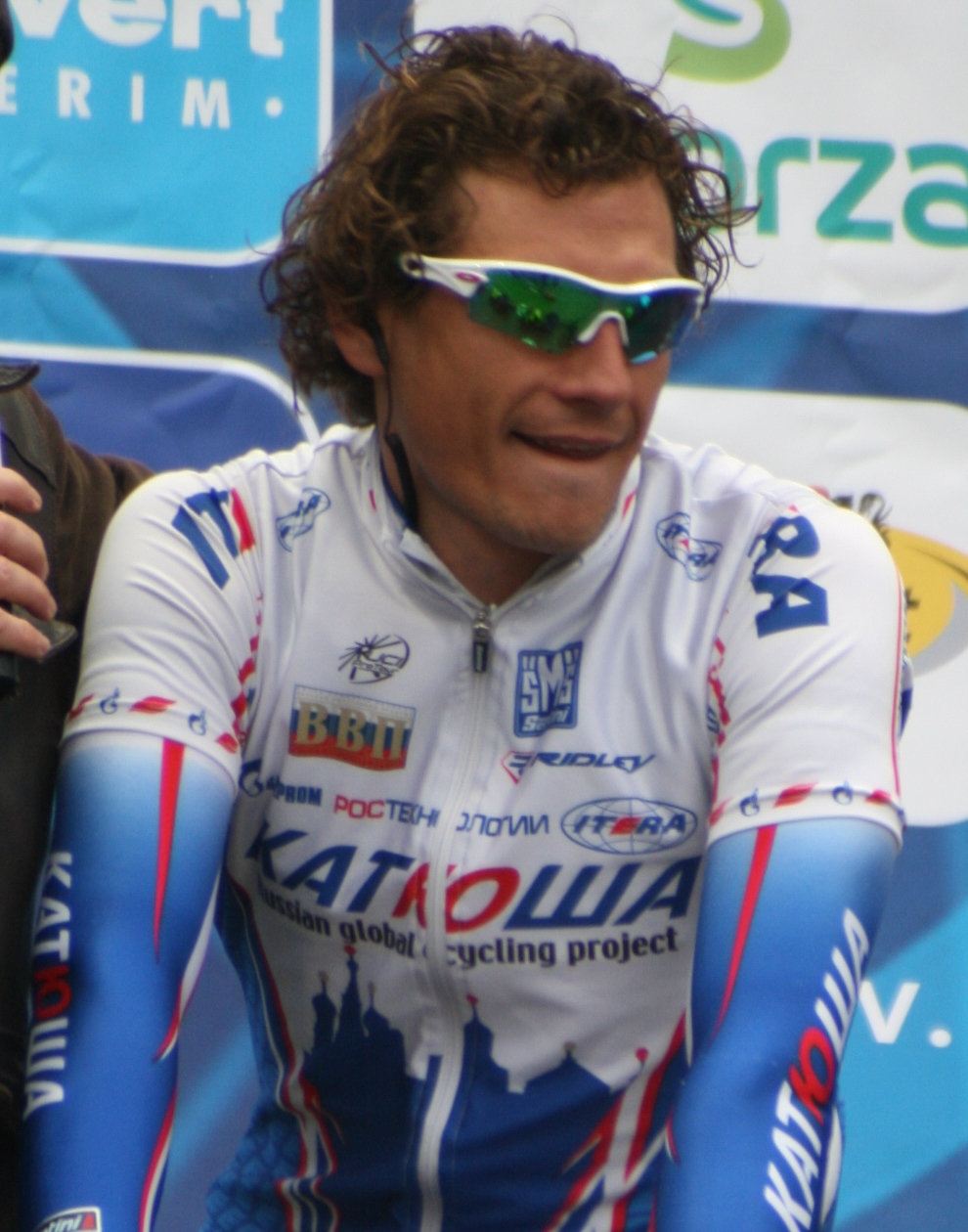
Filippo Pozzato do "Team Katusha" na largada do "Tour des Flandres 2009".

Team Katusha  foi uma equipe de ciclismo profissional com sede na Rússia. A equipe existiu entre 2009 e 2019.

## Equipa

### 2017
| Integrantes da equipe 2017               | Integrantes da equipe 2017 | Integrantes da equipe 2017              | Integrantes da equipe 2017 |
| Ciclista                                 | Data de nascimento         | Equipe anterior                         |                            |
| ---------------------------------------- | -------------------------- | --------------------------------------- | -------------------------- |
| Maksim Belkov                            | 9 janeiro 1985             | Vacansoleil-DCM (2011)                  |                            |
| Jenthe Biermans                          | 30 outubro 1995            | SEG Racing Academy (2016)               |                            |
| Sven Erik Bystrøm                        | 21 janeiro 1992            | Øster Hus-Ridley (2014)                 |                            |
| José Gonçalves                           | 13 fevereiro 1989          | Caja Rural-Seguros RGA (2016)           |                            |
| Marco Haller                             | 1 abril 1991               | Adria Mobil (2011)                      |                            |
| Reto Hollenstein                         | 22 agosto 1985             | IAM Cycling (2016)                      |                            |
| Robert Kišerlovski                       | 9 agosto 1986              | Tinkoff (2016)                          |                            |
| Pavel Kochetkov                          | 7 março 1986               | RusVelo (2013)                          |                            |
| Viacheslav Kuznetsov                     | 24 junho 1989              | Itera-Katusha (2012)                    |                            |
| Alexander Kristoff                       | 5 julho 1987               | BMC Racing Team (2011)                  |                            |
| Maurits Lammertink                       | 31 agosto 1990             | Roompot-Oranje Peloton (2016)           |                            |
| Alberto Losada                           | 28 fevereiro 1982          | Caisse d'Épargne (2010)                 |                            |
| Tiago Machado                            | 18 outubro 1985            | NetApp-Endura (2014)                    |                            |
| Matvey Mamykin                           | 31 outubro 1994            | Itera-Katusha (2015)                    |                            |
| Tony Martin                              | 23 abril 1985              | Etixx-Quick Step (2016)                 |                            |
| Marco Mathis                             | 7 abril 1994               | Rad-net Rose (2016)                     |                            |
| Michael Mørkøv                           | 30 abril 1985              | Tinkoff-Saxo (2015)                     |                            |
| Baptiste Planckaert                      | 28 setembro 1988           | Wallonie Bruxelles-Group Protect (2016) |                            |
| Nils Politt                              | 6 março 1994               | Stölting (2015)                         |                            |
| Jhonatan Restrepo                        | 28 novembro 1994           | Coldeportes-Claro (2015)                |                            |
| Mads Würtz                               | 31 março 1994              | Virtu Pro-Veloconcept (2016)            |                            |
| Simon Špilak                             | 23 junho 1986              | Lampre-ISD (2011)                       |                            |
| Rein Taaramäe                            | 24 abril 1987              | Astana (2015)                           |                            |
| Ángel Vicioso                            | 13 abril 1977              | Androni Giocattoli-CIPI (2011)          |                            |
| Rick Zabel                               | 7 dezembro 1993            | BMC Racing Team (2016)                  |                            |
| Ilnur Zakarin                            | 15 setembro 1989           | RusVelo (2014)                          |                            |
| Piotr Havik (1 ago.–31 dez., trainee)    | 7 julho 1994               | Team 3M (2016)                          |                            |
|                                          |                            |                                         |                            |
| Fontes: ProCyclingStats Cycling Quotient |                            |                                         |                            |

### 2016
| Integrantes da equipe 2016                                | Integrantes da equipe 2016 | Integrantes da equipe 2016     | Integrantes da equipe 2016 |
| Ciclista                                                  | Data de nascimento         | Equipe anterior                |                            |
| --------------------------------------------------------- | -------------------------- | ------------------------------ | -------------------------- |
| Maksim Belkov                                             | 9 janeiro 1985             | Vacansoleil-DCM (2011)         |                            |
| Sven Erik Bystrøm                                         | 21 janeiro 1992            | Øster Hus-Ridley (2014)        |                            |
| Serguei Chernetski                                        | 9 abril 1990               | Itera-Katusha (2012)           |                            |
| Jacopo Guarnieri                                          | 14 agosto 1987             | Astana (2014)                  |                            |
| Marco Haller                                              | 1 abril 1991               | Adria Mobil (2011)             |                            |
| Vladimir Isaichev                                         | 21 abril 1986              | Xacobeo Galicia (2010)         |                            |
| Pavel Kochetkov                                           | 7 março 1986               | RusVelo (2013)                 |                            |
| Viacheslav Kuznetsov                                      | 24 junho 1989              | Itera-Katusha (2012)           |                            |
| Dmitry Kozonchuk                                          | 5 abril 1984               | RusVelo (2012)                 |                            |
| Alexander Kristoff                                        | 5 julho 1987               | BMC Racing Team (2011)         |                            |
| Sergey Lagutin                                            | 14 janeiro 1981            | RusVelo (2014)                 |                            |
| Alberto Losada                                            | 28 fevereiro 1982          | Caisse d'Épargne (2010)        |                            |
| Tiago Machado                                             | 18 outubro 1985            | NetApp-Endura (2014)           |                            |
| Matvey Mamykin                                            | 31 outubro 1994            | Itera-Katusha (2015)           |                            |
| Michael Mørkøv                                            | 30 abril 1985              | Tinkoff-Saxo (2015)            |                            |
| Nils Politt                                               | 6 março 1994               | Stölting (2015)                |                            |
| Aleksandr Porsev                                          | 21 fevereiro 1986          | Itera-Katusha (2010)           |                            |
| Jhonatan Restrepo                                         | 28 novembro 1994           | Coldeportes-Claro (2015)       |                            |
| Joaquim Rodríguez                                         | 12 maio 1979               | Caisse d'Épargne (2009)        |                            |
| Egor Silin                                                | 25 junho 1988              | Astana (2013)                  |                            |
| Simon Špilak                                              | 23 junho 1986              | Lampre-ISD (2011)              |                            |
| Rein Taaramäe                                             | 24 abril 1987              | Astana (2015)                  |                            |
| Alexey Tsatevich                                          | 5 julho 1989               | Itera-Katusha (2011)           |                            |
| Jurgen Van Den Broeck                                     | 1 fevereiro 1983           | Lotto-Soudal (2015)            |                            |
| Ángel Vicioso                                             | 13 abril 1977              | Androni Giocattoli-CIPI (2011) |                            |
| Eduard Vorganov (1 jan.–28 fev.)                          | 7 dezembro 1982            | Xacobeo Galicia (2009)         |                            |
| Anton Vorobyev                                            | 12 outubro 1990            | Itera-Katusha (2012)           |                            |
| Ilnur Zakarin                                             | 15 setembro 1989           | RusVelo (2014)                 |                            |
| Alexander Maes (9 ago.–31 dez., trainee)                  | 20 junho 1993              | An Post-ChainReaction (2015)   |                            |
|                                                           |                            |                                |                            |
| Fontes: ProCyclingStats Cycling Quotient Cycling Archives |                            |                                |                            |

### 2015
| Integrantes da equipe 2015                  | Integrantes da equipe 2015 | Integrantes da equipe 2015                   | Integrantes da equipe 2015 |
| Ciclista                                    | Data de nascimento         | Equipe anterior                              |                            |
| ------------------------------------------- | -------------------------- | -------------------------------------------- | -------------------------- |
| Maksim Belkov                               | 9 janeiro 1985             | Vacansoleil-DCM (2011)                       |                            |
| Sven Erik Bystrøm                           | 21 janeiro 1992            | Øster Hus-Ridley (2014)                      |                            |
| Giampaolo Caruso                            | 15 agosto 1980             | Ceramica Flaminia (2010)                     |                            |
| Serguei Chernetski                          | 9 abril 1990               | Itera-Katusha (2012)                         |                            |
| Jacopo Guarnieri                            | 14 agosto 1987             | Astana (2014)                                |                            |
| Marco Haller                                | 1 abril 1991               | Adria Mobil (2011)                           |                            |
| Vladimir Isaichev                           | 21 abril 1986              | Xacobeo Galicia (2010)                       |                            |
| Pavel Kochetkov                             | 7 março 1986               | RusVelo (2013)                               |                            |
| Alexandr Kolobnev                           | 4 maio 1981                | Saxo Bank (2009)                             |                            |
| Viacheslav Kuznetsov                        | 24 junho 1989              | Itera-Katusha (2012)                         |                            |
| Dmitry Kozonchuk                            | 5 abril 1984               | RusVelo (2012)                               |                            |
| Alexander Kristoff                          | 5 julho 1987               | BMC Racing Team (2011)                       |                            |
| Sergey Lagutin                              | 14 janeiro 1981            | RusVelo (2014)                               |                            |
| Alberto Losada                              | 28 fevereiro 1982          | Caisse d'Épargne (2010)                      |                            |
| Tiago Machado                               | 18 outubro 1985            | NetApp-Endura (2014)                         |                            |
| Daniel Moreno                               | 5 setembro 1981            | Omega Pharma-Lotto (2010)                    |                            |
| Luca Paolini                                | 17 janeiro 1977            | Acqua & Sapone - D'Angelo & Antenucci (2010) |                            |
| Aleksandr Porsev                            | 21 fevereiro 1986          | Itera-Katusha (2010)                         |                            |
| Joaquim Rodríguez                           | 12 maio 1979               | Caisse d'Épargne (2009)                      |                            |
| Rüdiger Selig                               | 19 fevereiro 1989          |                                              |                            |
| Egor Silin                                  | 25 junho 1988              | Astana (2013)                                |                            |
| Gatis Smukulis                              | 15 abril 1987              | HTC-Highroad (2011)                          |                            |
| Simon Špilak                                | 23 junho 1986              | Lampre-ISD (2011)                            |                            |
| Yuri Trofimov                               | 26 janeiro 1984            | BBox Bouygues Telecom (2010)                 |                            |
| Alexey Tsatevich                            | 5 julho 1989               | Itera-Katusha (2011)                         |                            |
| Ángel Vicioso                               | 13 abril 1977              | Androni Giocattoli-CIPI (2011)               |                            |
| Eduard Vorganov                             | 7 dezembro 1982            | Xacobeo Galicia (2009)                       |                            |
| Anton Vorobyev                              | 12 outubro 1990            | Itera-Katusha (2012)                         |                            |
| Ilnur Zakarin                               | 15 setembro 1989           | RusVelo (2014)                               |                            |
| Nils Politt (1 ago.–31 dez., trainee)       | 6 março 1994               | Stölting (2015)                              |                            |
| Jhonatan Restrepo (1 ago.–31 dez., trainee) | 28 novembro 1994           | Coldeportes-Claro (2015)                     |                            |
|                                             |                            |                                              |                            |
| Fonte: ProCyclingStats                      |                            |                                              |                            |

## Team Katusha
A Team Katusha é a equipa UCI ProTour da Katusha, que participa, entre outros, na Volta a França em Bicicleta.

## Team Katusha Continental
A Team Katusha Continental é a equipa "B" da Katusha, que compete no escalão UCI Continental, em provas menos relevantes, como por exemplo, a Volta a Portugal em Bicicleta.